# Vaqueros de Reynosa
El club Vaqueros de Reynosa fue un equipo de fútbol de México, de la ciudad de Reynosa en Tamaulipas. 

## Historia
Tras algunas temporadas como Vaqueros de Apodaca y jugando en la ciudad del mismo nombre en Nuevo León, el equipo fue mudado para el torneo de Clausura 2007 de la Segunda División a Reynosa, en Tamaulipas.
Tras jugar el tornero Clausura 2007 y quedar con el peor porcentaje de 70 equipos de la segunda división se ganaron el derecho al descenso debiendo con ello jugar la siguiente temporada en la tercera división profesional.